# Piercia rufimaculata
Piercia rufimaculata là một loài bướm đêm trong họ Geometridae.